# Mercadotecnia bluetooth

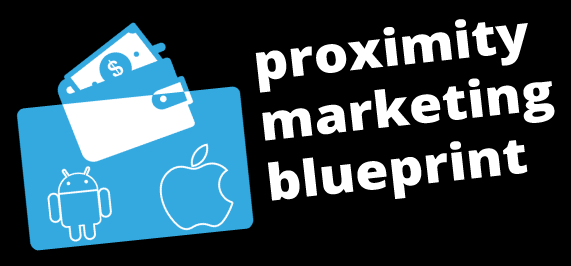
Logotipo de Plano de Marketing de Proximidad

La mercadotecnia, mercadeo o publicidad bluetooth consiste en la distribución inalámbrica de contenidos publicitarios o informativos en un lugar determinado. Los contenidos pueden ser recibidos en ese espacio, por aquellos que lo deseen y que dispongan de un teléfono móvil o equipo receptor equipado con Bluetooth.
Este sistema de comunicación permite segmentar el público específico al que se desea llegar mediante la localización en la que se emplaza el punto emisor. Por ejemplo, situándolo en zonas turísticas, en zonas donde mayoritariamente acudan los jóvenes, etc.
Los contenidos a enviar pueden ser de gran variedad ya que este medio de comunicación (la señal bluetooth) permite transmitir tanto textos (tipos SMS), imágenes (fotos o dibujos), vídeos (anuncios de TV), archivos de sonido (canciones, recitales), enlaces de accesos a páginas web e incluso programas que permiten la instalación de juegos en teléfono móvil, programas interactivos. Además, gracias a la actual evolución del mercado de teléfonos móviles, cada vez están más preparados para poder recibir, visualizar e interactuar con contenidos de mayor calidad (mayor calidad en fotos, vídeos, sonido).

## ¿Qué es Bluetooth?
Bluetooth es un sistema de radiocomunicación muy adecuado para dispositivos móviles para enlaces de corto alcance (hasta unos 100 metros), y que es soportado por la mayoría de teléfonos móviles del mercado y que cada vez se está potenciando más gracias a su carácter gratuito. Su corto alcance la hace muy interesante para el llamado mercadeo de proximidad (o proximity marketing en inglés). A través de éste canal radio se pueden mandar archivos de textos, imágenes (fotos, dibujos…), vídeos (anuncios de TV…), archivos de sonido (canciones, recitales…), conectarse a dispositivos de manos libres, enlaces de accesos a páginas web e incluso programas que permiten la instalación de juegos en teléfono móvil, programas interactivos.
Hasta hace poco el principal problema de la tecnología Bluetooth era su alto consumo de la batería del teléfono móvil, pero actualmente, gracias a las nuevas versiones (que encontramos mayoritariamente en el mercado es la versión 2.0, aunque pronto aparecerán y están apareciendo las versiones 2.5 y la dual) que consumen mucho menos y la mayor capacidad de almacenamiento de las baterías de los teléfonos móviles.